# 羅亞爾河畔敘利
卢瓦尔河畔叙利（法語：Sully-sur-Loire，法語發音：[syli syʁ lwaʁ]），法国中北部城市，中央-卢瓦尔河谷大区卢瓦雷省的一个市镇，隶属于奥尔良区，其市镇面积为43.6平方公里，2022年1月1日时人口数量为5,142人，在法国城市中排名第2,079位。
卢瓦尔河畔叙利位于卢瓦雷省南部，卢瓦尔河左岸，是一个区域性的中心城市，多条公路在此交汇。卢瓦尔河畔叙利是法国艺术与历史之城，因同名城堡而闻名，后者是卢瓦尔河谷城堡群的组成部分。

## 地名来源
“叙利”一名可能来源于高卢人物“Sollius”。

## 历史
卢瓦尔河畔叙利的早期历史尚不清楚，其建城与当地的城堡密切相关。该城堡最初于1102年被提及。中世纪中后期，叙利领主居伊四世主持重建城堡，并邀请建筑师雷蒙·迪唐普勒作为总设计师。1602年，亨利四世将叙利城堡赠予马克西米利安·德·贝蒂纳，后者也由此获得“叙利公爵”的头衔。法国大革命后，卢瓦尔河畔叙利成为卢瓦雷省的一个市镇。工业革命期间，横跨卢瓦尔河的悬索桥及铁路桥相继建成。第二次世界大战期间，卢瓦尔河畔叙利遭到较为严重的破坏。

## 地理

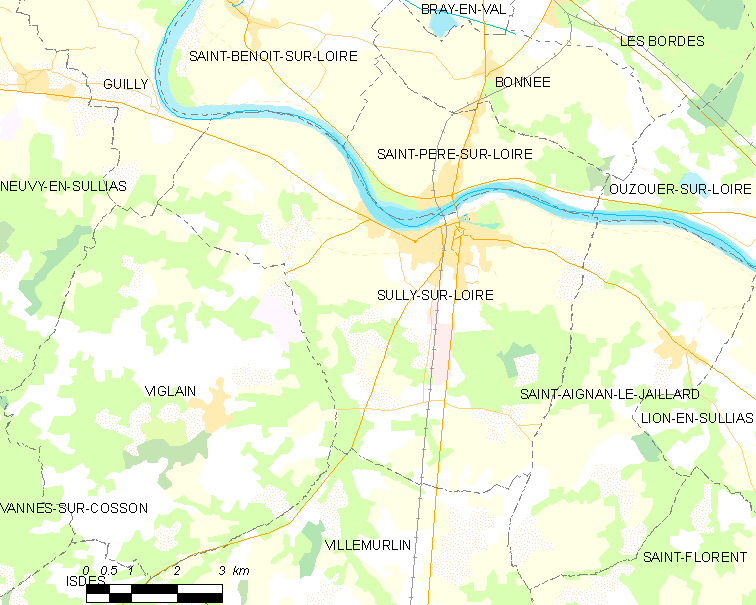
卢瓦尔河畔叙利市镇范围地图

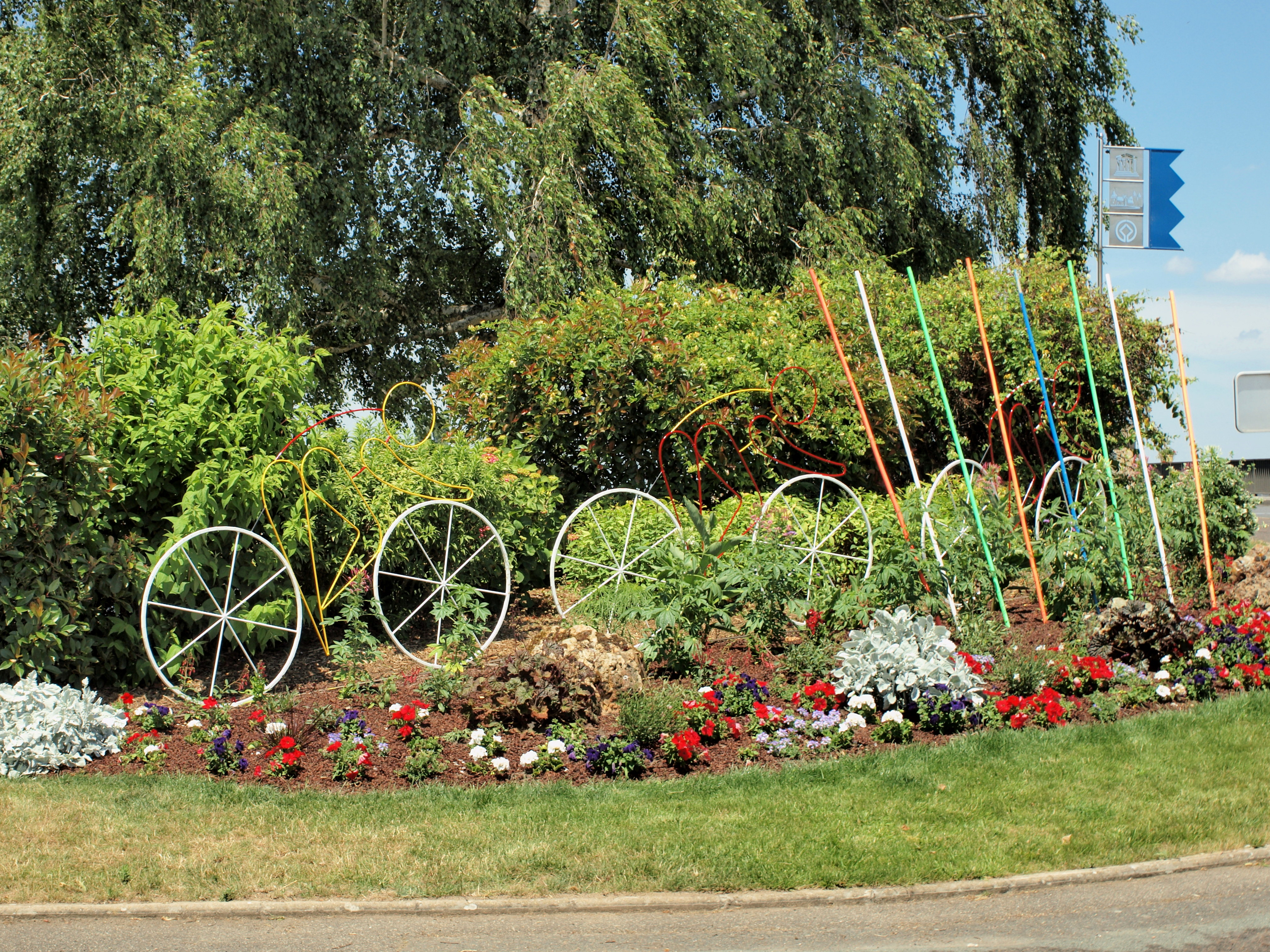
卢瓦尔河畔叙利的一处绿化景观

卢瓦尔河畔叙利位于法国中北部，中央-卢瓦尔河谷大区东部偏北和卢瓦雷省南部，距离省会奥尔良大约43公里。与卢瓦尔河畔叙利接壤的市镇包括：卢瓦尔河畔圣佩尔、吉利、卢瓦尔河畔乌祖埃、圣艾尼昂勒雅亚尔、卢瓦尔河畔圣伯努瓦、维格兰、维勒米尔兰。

### 地形
卢瓦尔河畔叙利位于卢瓦尔河谷东部，境内以浅丘为主，市镇中心地势较为平坦，全境海拔在107到151米之间。

### 水文
卢瓦尔河干流自东向西流经境内，市区位于河流左岸。

### 植被
卢瓦尔河畔叙利属于温带阔叶混交林区，卢瓦尔河畔开辟有卢瓦尔河畔叙利省级公园（Parc départemental de Sully-sur-Loire），是当地主要的城市绿地。
在鲜花城市的评比中，卢瓦尔河畔叙利被评为3星级鲜花城市。

### 气候
卢瓦尔河畔叙利在柯本气候分类法中属于温带海洋性气候。

## 行政区划
卢瓦尔河畔叙利是法国中央-卢瓦尔河谷大区卢瓦雷省的一个市镇，编号为45315。卢瓦尔河畔叙利隶属于奥尔良区以及卢瓦雷省第三选区，管理卢瓦尔河畔叙利县，同时也是叙利河谷市镇公共社区的核心市镇。
法国国家统计与经济研究所（简称）在进行数据统计时，将卢瓦尔河畔叙利及相邻的另外1个市镇设为卢瓦尔河畔叙利城市核心区，并将包括核心区在内的周边共8个市镇划为卢瓦尔河畔叙利城市区。自2020年起，卢瓦尔河畔叙利城市区被包含8个市镇的卢瓦尔河畔叙利城市辐射区代替。此外，还将卢瓦尔河畔叙利市镇整体看作一个“块区”（IRIS）。

## 交通

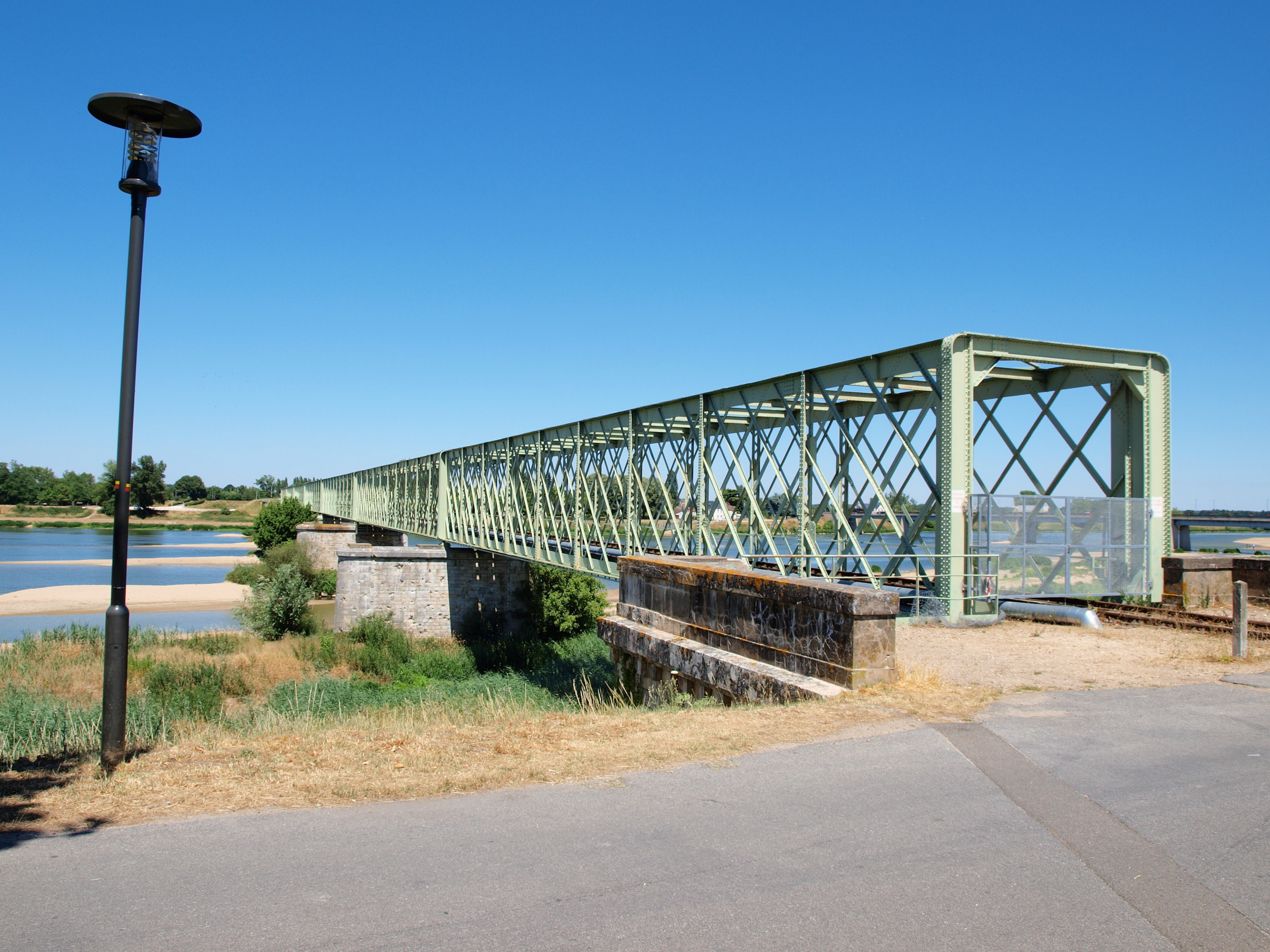
被废弃的铁路桥

### 公路
多条卢瓦雷省省道在卢瓦尔河畔叙利境内交汇。中央-卢瓦尔河谷大区下属的城际客运提供巴士线路，可前往奥尔良、日安以及沿途各市镇。
2017年，67.4%的卢瓦尔河畔叙利家庭拥有至少一辆私人汽车。2019年，卢瓦尔河畔叙利境内共发生各类交通事故4起，造成7人受伤。

### 铁路
途径卢瓦尔河畔叙利的欧克西-瑞朗维尔－布尔日铁路已于1939年停止客运服务。距离卢瓦尔河畔叙利最近的运营中的客运铁路车为日安站，该站停靠往返于巴黎和讷韦尔一线的区域列车。

### 航空
距离卢瓦尔河畔叙利最近的民用航空站为巴黎-奥利机场，距离卢瓦尔河畔叙利市中心的公路里程约145公里。

### 城市公共交通
截至2021年9月，卢瓦尔河畔叙利暂无城市公共交通系统。

## 政治

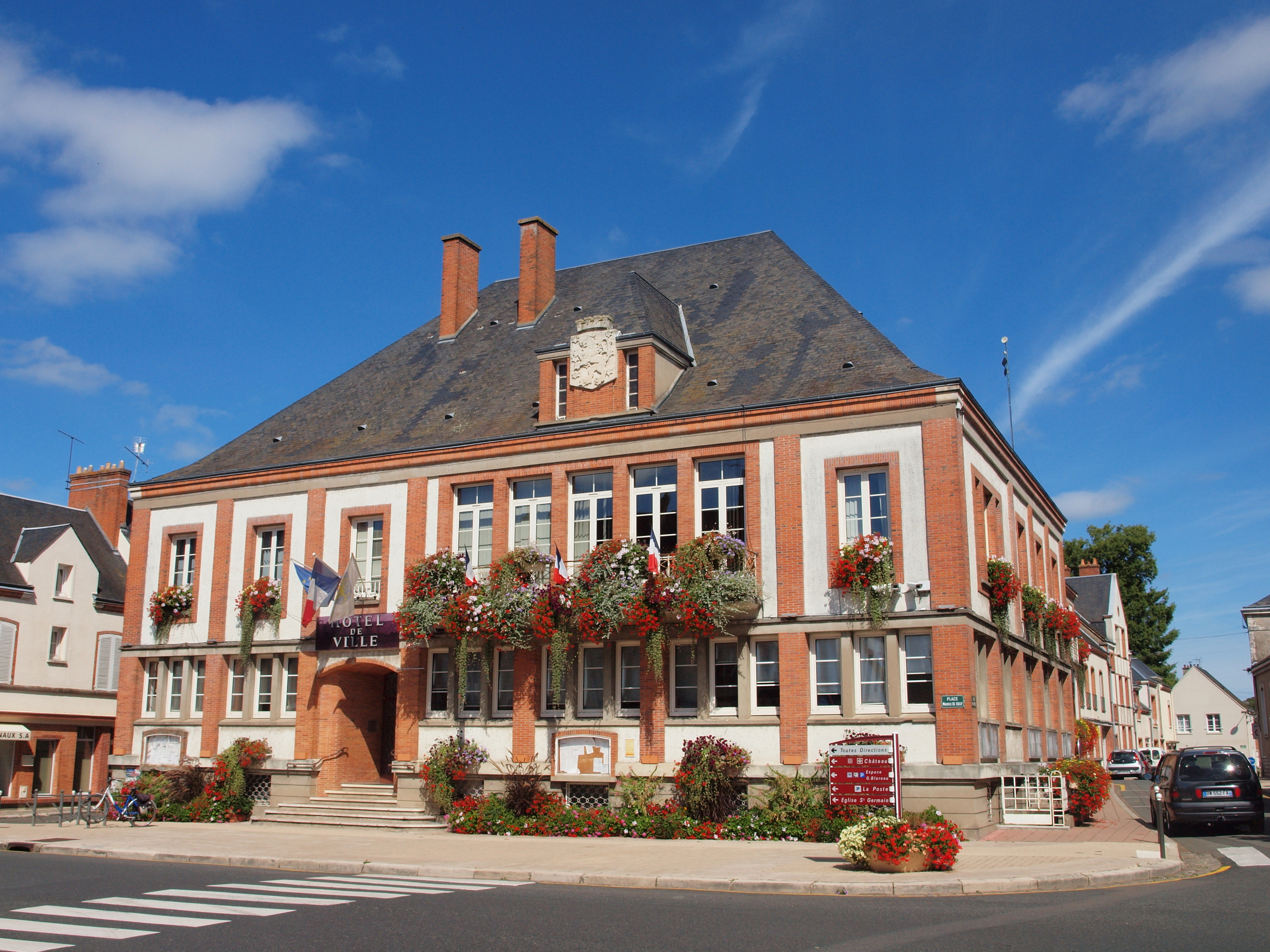
卢瓦尔河畔叙利市政厅

卢瓦尔河畔叙利的现任市长为让-吕克·里格莱先生（Jean-Luc Riglet），他是一名右翼无党派人士，在2020年的市政选举中获得了68.45%的支持率。
在2017年的法国总统大选中，法国第25任总统埃马纽埃尔·马克龙在卢瓦尔河畔叙利获得了58.45%的支持率。

## 人口
2018年，卢瓦尔河畔叙利市镇人口数量为5,286，在法国排名第2,079位。其中男性2,578人，女性2,770人，75岁及以上人口占12.5%，外籍人口数量为1,052人，人口密度为121人/平方公里，当地居民被称为（男性）或（女性）。2019年，卢瓦尔河畔叙利境内出生60人，死亡人口86人。
| 年份   | 1936  | 1946  | 1954  | 1962  | 1968  | 1975  | 1982  | 1990  | 1999  | 2005  | 2010  | 2015  | 2018  |
| ------ | ----- | ----- | ----- | ----- | ----- | ----- | ----- | ----- | ----- | ----- | ----- | ----- | ----- |
| 人口數 | 2,582 | 2,545 | 3,121 | 3,800 | 4,278 | 5,049 | 5,825 | 5,806 | 5,907 | 5,830 | 5,443 | 5,386 | 5,286 |

## 经济

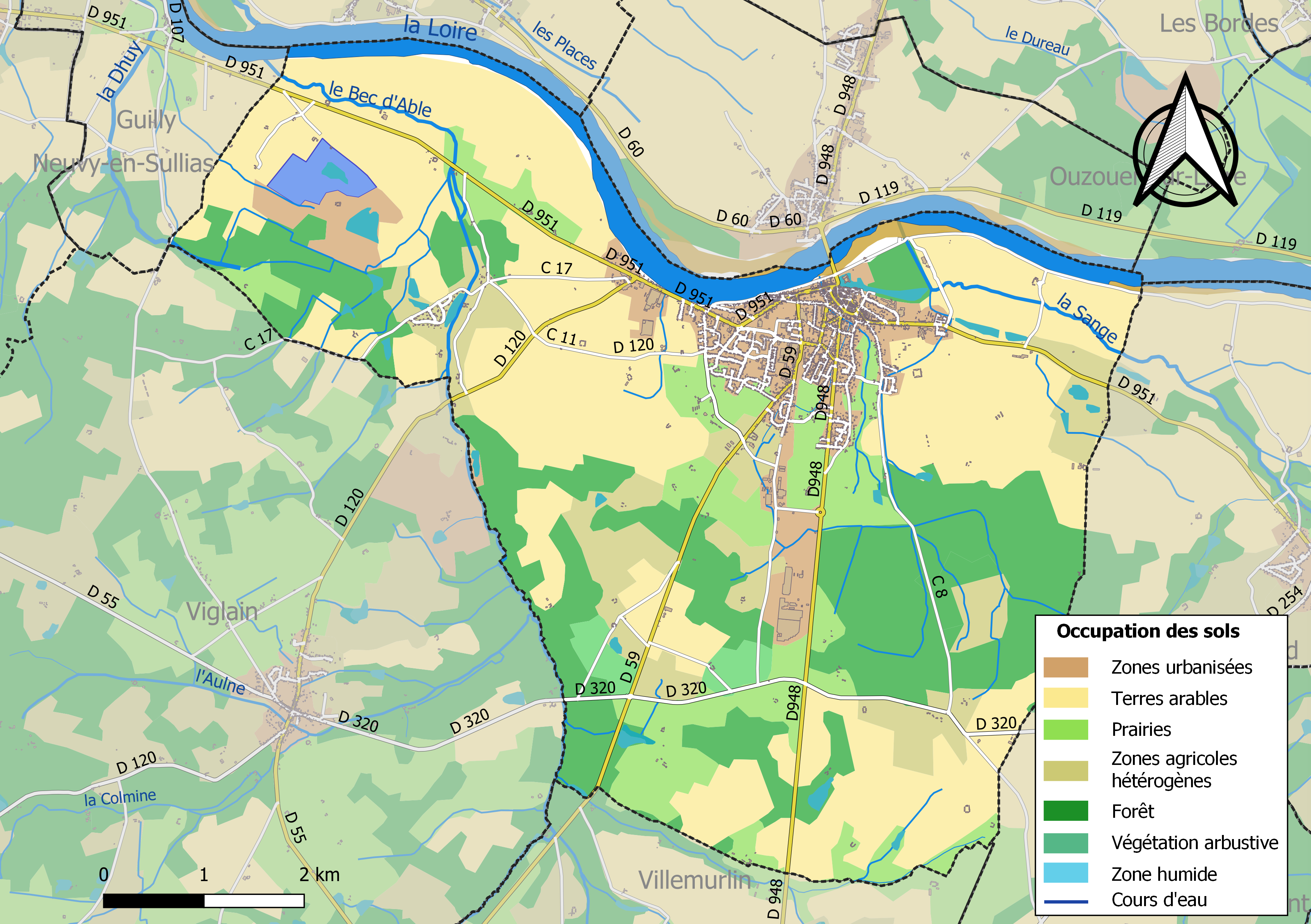
卢瓦尔河畔叙利土地利用情况地图

截止2021年8月，卢瓦尔河畔叙利共有各类用人单位（包含自雇）677家，平均历史为18年，其中97.72%为中小型企业（PME）。（木制品）、（玻璃回收）及（副食品生产）是当地2019年营业额最高的三个企业，分别为188,346,209欧元、84,273,088欧元和21,233,323欧元。

## 财政收入
2019年，卢瓦尔河畔叙利的财政收入总额为7,677,530欧元，财政支出总额为6,786,110欧元，当年的债务总额为4,622,100欧元。2021年，卢瓦尔河畔叙利共获得45,448欧元的国家财政补助，比上一年减少了39.31%。
2017年，卢瓦尔河畔叙利的人均月收入总额为1,931欧元，其中高级职员为3,538欧元，低于法国平均水平（4,214欧元）；中级职员为2,255欧元，低于法国平均水平（2,353欧元）；普通职员为1,561欧元，亦低于法国平均水平（1,690欧元）。
2017年，卢瓦尔河畔叙利境内的青壮年（15至64岁）失业率为20.6%，当地47.9%的家庭拥有纳税资格，平均纳税2,757欧元，低于法国平均水平（3,888欧元）。

## 社会事务

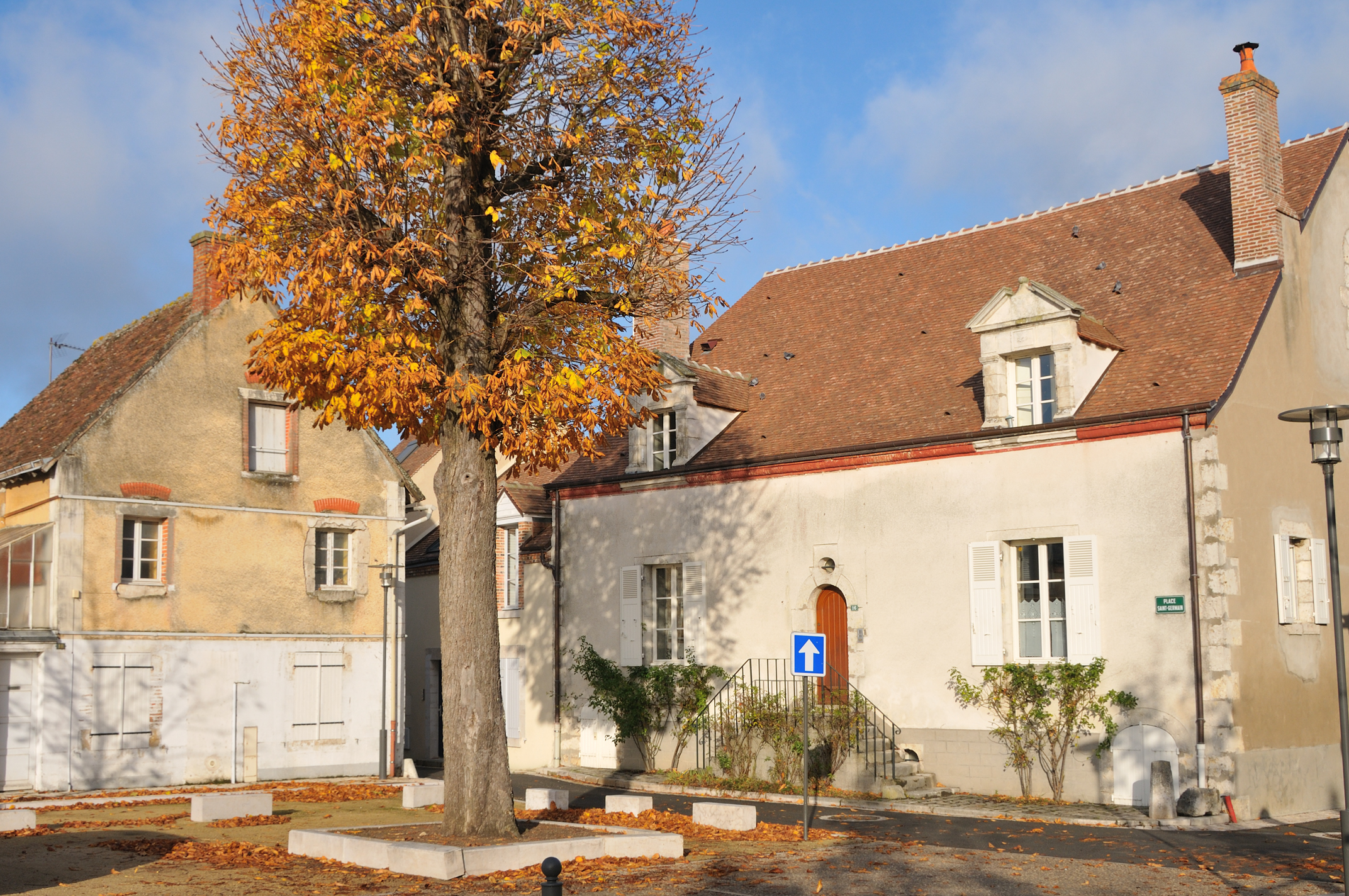
卢瓦尔河畔叙利圣日耳曼广场

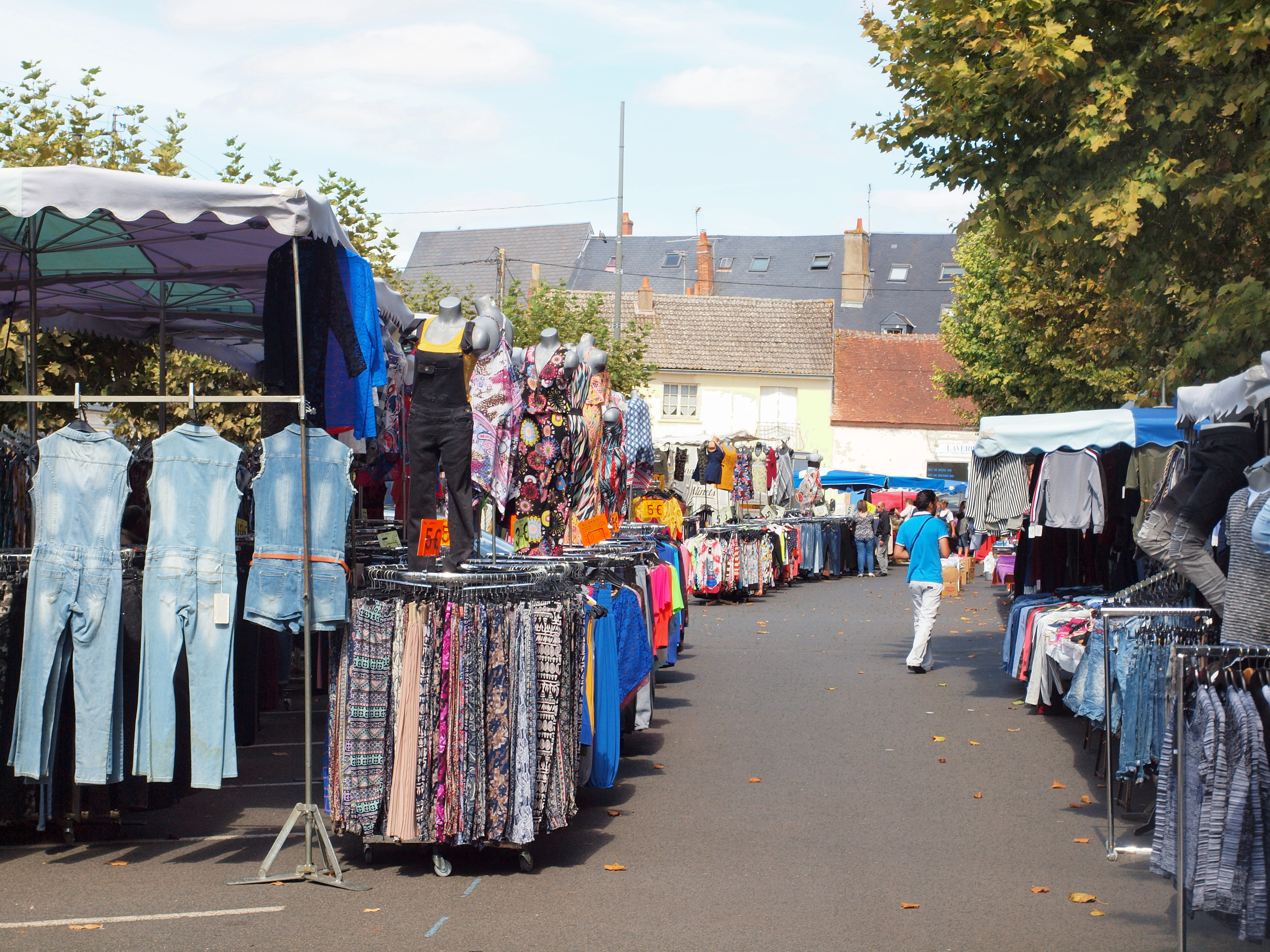
卢瓦尔河畔叙利露天集市

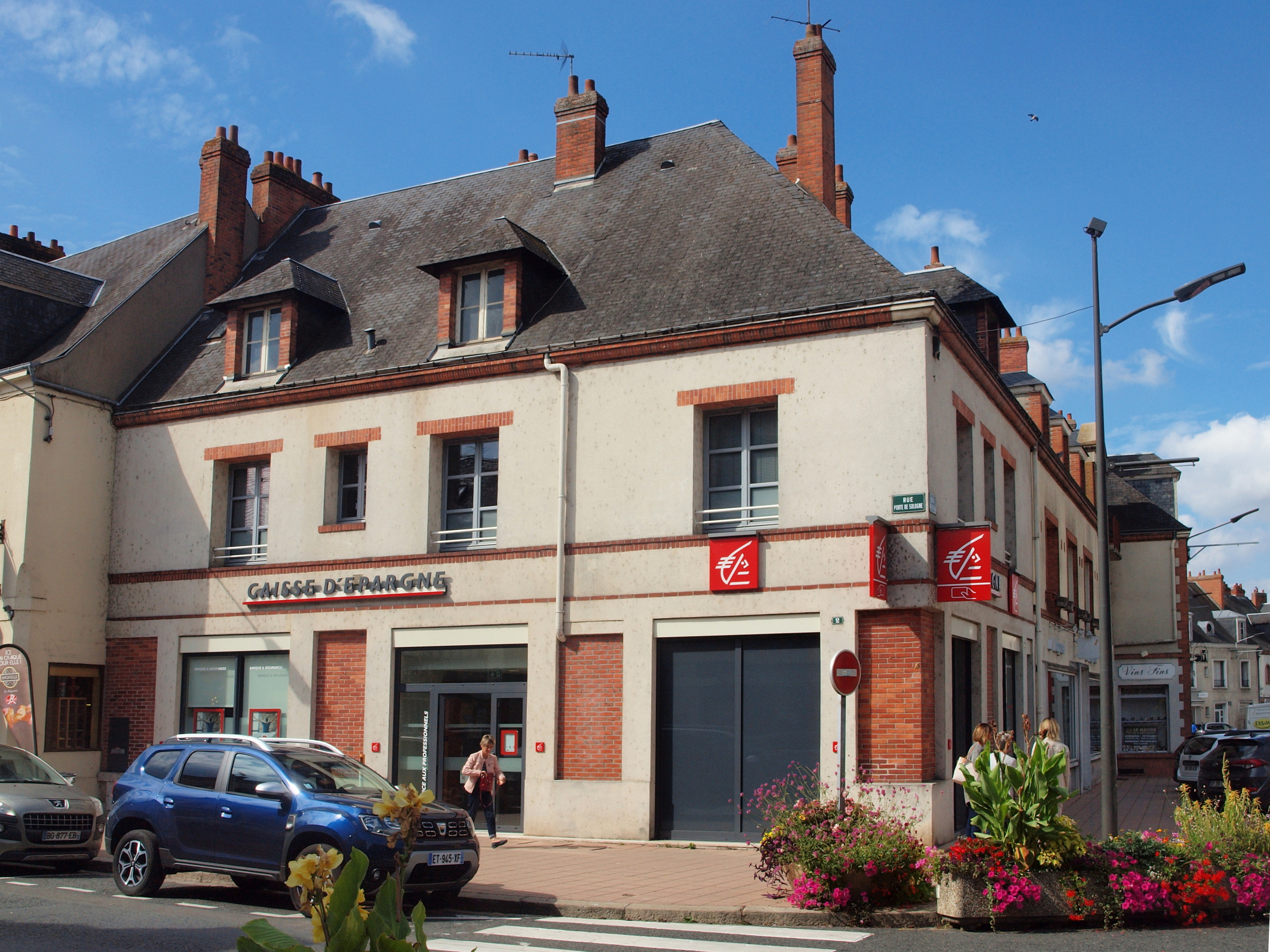
卢瓦尔河畔叙利镇中心的银行

### 教育
卢瓦尔河畔叙利属于奥尔良-图尔学区。截止2019年1月1日，卢瓦尔河畔叙利境内共有1所幼儿园、3所小学和1所初级中学。2018至2019学年度，卢瓦尔河畔叙利境内共有在校中等教育阶段学生478名。

### 医疗
截止2019年1月1日，卢瓦尔河畔叙利境内共有全科医生7名、保健师8名、牙医3名、护士4名和助产士1名。境内共有药房3家、养老院1家。
卢瓦尔河畔叙利距离奥尔良大学河源医院（Hôpital d'Orléans la Source）的正常车程在45分钟以内。

### 住房
2017年，卢瓦尔河畔叙利境内共有各类住房2,879套，其中70.2%为独立式居民区，29.6%为集中式居民区。常住房屋占卢瓦尔河畔叙利市镇范围内居民建筑总量的78.7%。
在住房保障政策方面，2017年，卢瓦尔河畔叙利境内共有586户家庭获得了住房经济补助，受益人数占总人口数量的11%，其中540份为房租补助。

### 商业
2019年，卢瓦尔河畔叙利境内共有各类实体商铺159家，其中餐厅19家、大型超市4家、杂货店2家、面包房7家、肉铺5家、书店3家、装饰品店1家、银行门店9家、美容美发店10家、汽车维修店4家。市中心有一家家乐福便民超市。

### 体育
2019年，卢瓦尔河畔叙利境内共有2家游泳池、2间体育馆、1座综合体育场、5处网球场、3处足球或橄榄球场以及1处篮球或排球场。
截至2021年9月，卢瓦尔河畔叙利市政体育俱乐部（Club Sportif Municipal de Sully-sur-Loire）是当地唯一的注册足球队，2021至2022赛季参加中央-卢瓦尔河谷大区足球联赛。

### 环境
卢瓦尔河畔叙利的环境事务由其所属的公共社区负责。2019年，卢瓦尔河畔叙利境内共有1家污染企业。

### 治安
2019年，卢瓦尔河畔叙利市镇范围内有1处宪兵队。
2014年，卢瓦尔河畔叙利及附近地区共发生各类案件2,517起，其中盗窃类案件1,444起，经济类案件309起，毒品交易类案件133起。

## 文化
2019年，卢瓦尔河畔叙利境内有1家电影院。卢瓦尔河畔叙利市政府提供多媒体中心，向公众全年开放。

### 建筑
卢瓦尔河畔叙利境内有多处法国国家文物保护单位，其中叙利城堡等为当地的代表性建筑物，同时也是卢瓦尔河谷城堡群的组成部分，自2000年起被列入《世界文化遗产》名录。

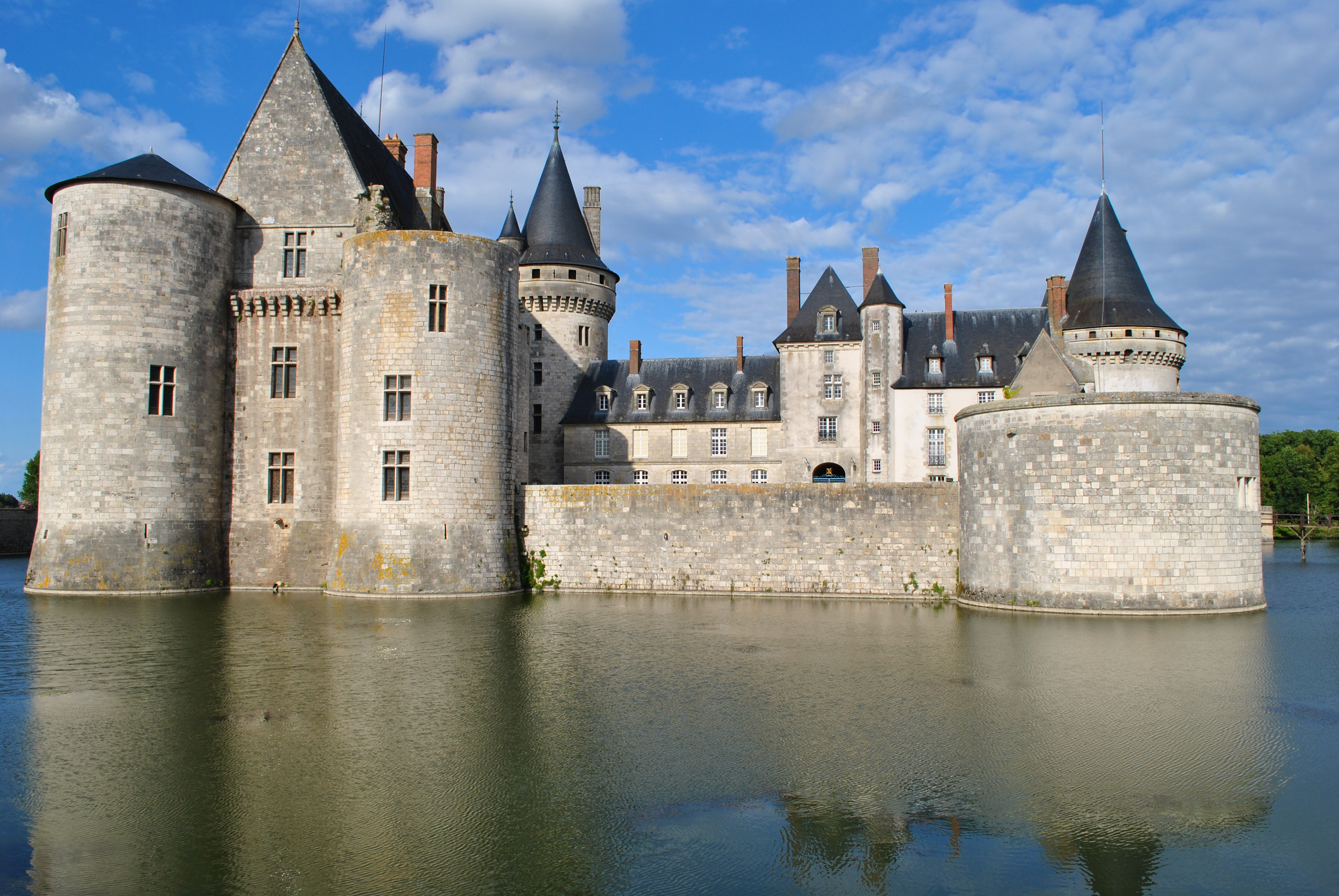
叙利城堡
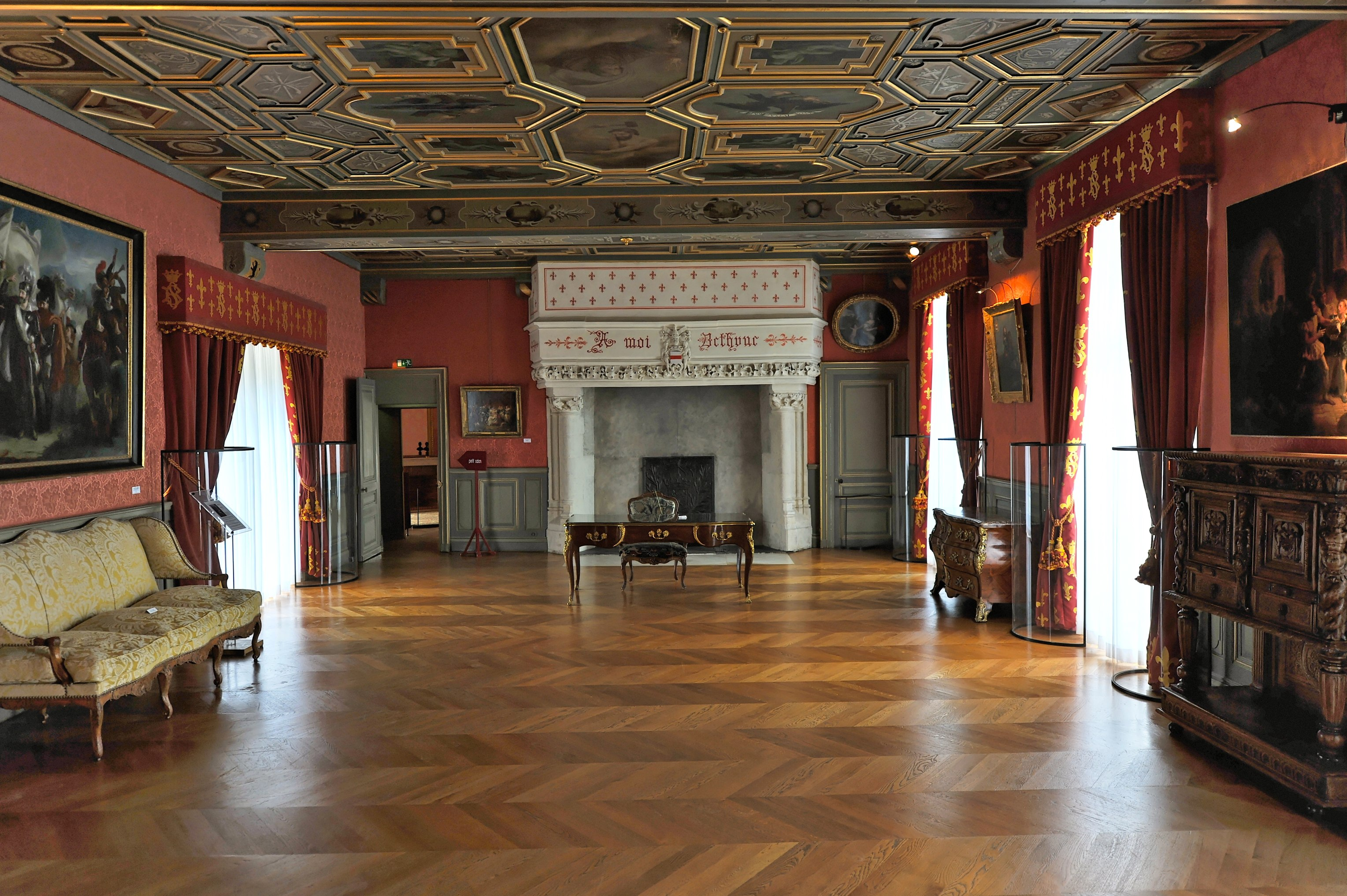
叙利城堡内部
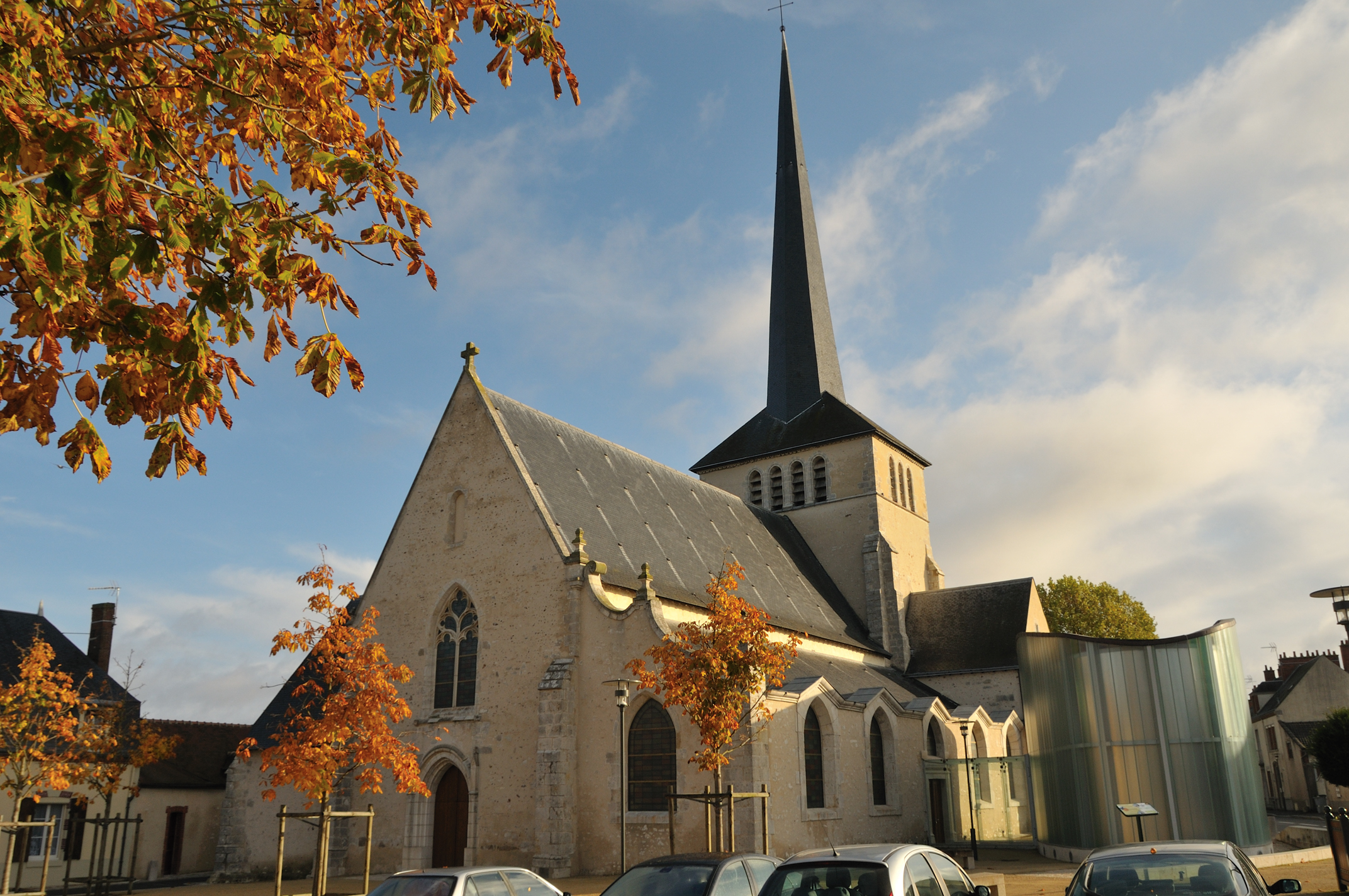
圣日耳曼教堂
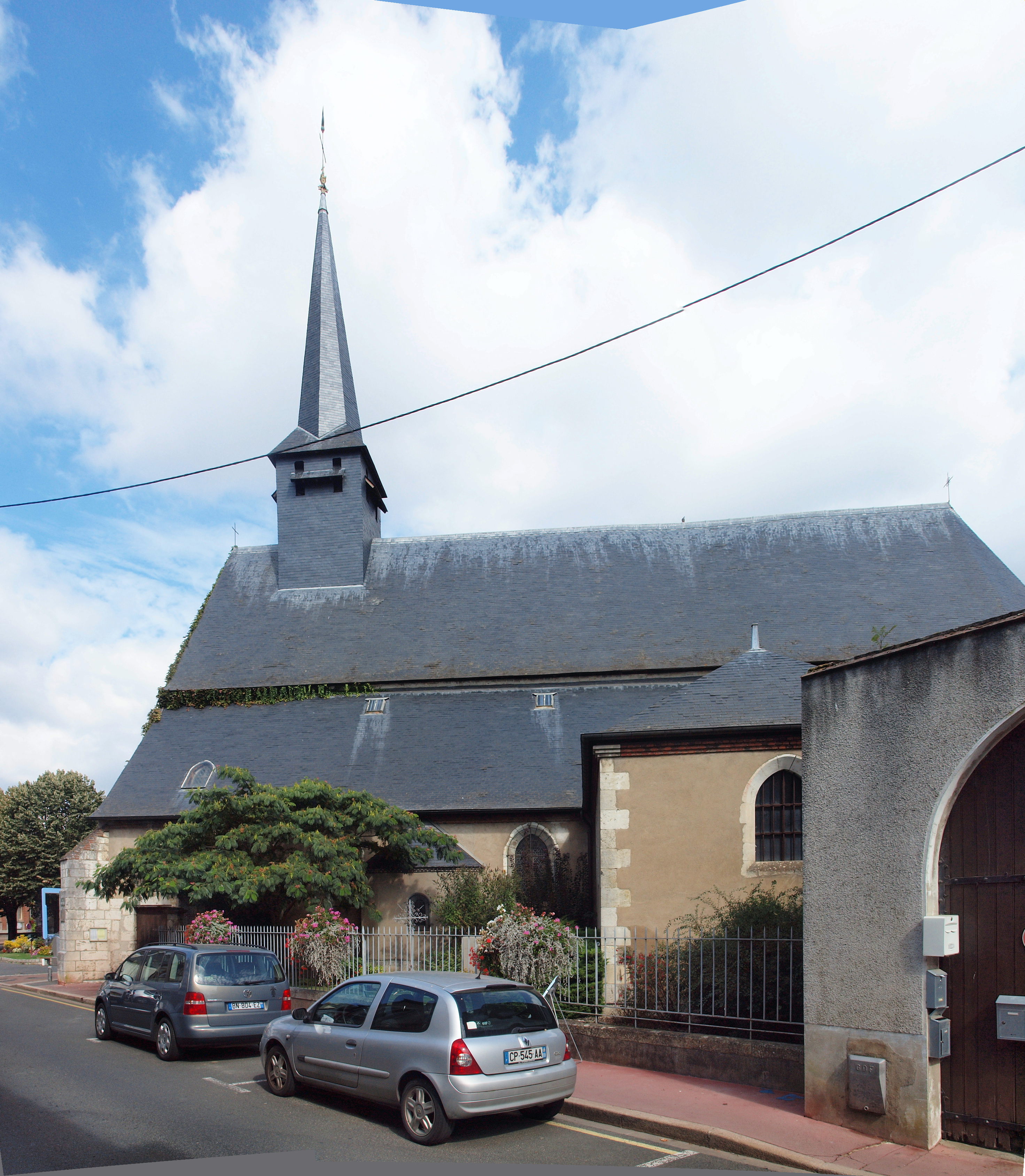
圣伊蒂耶教堂
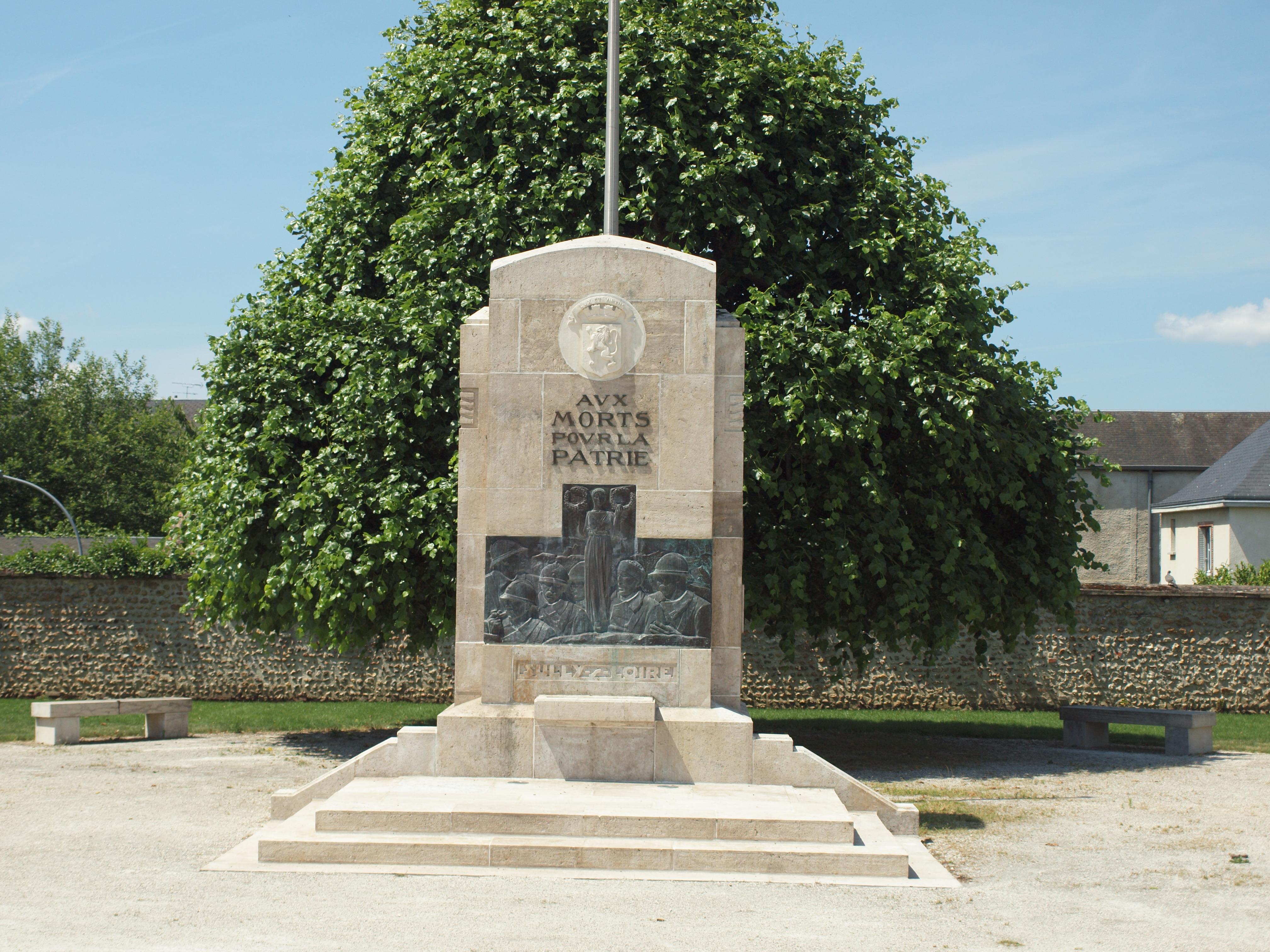
烈士纪念碑
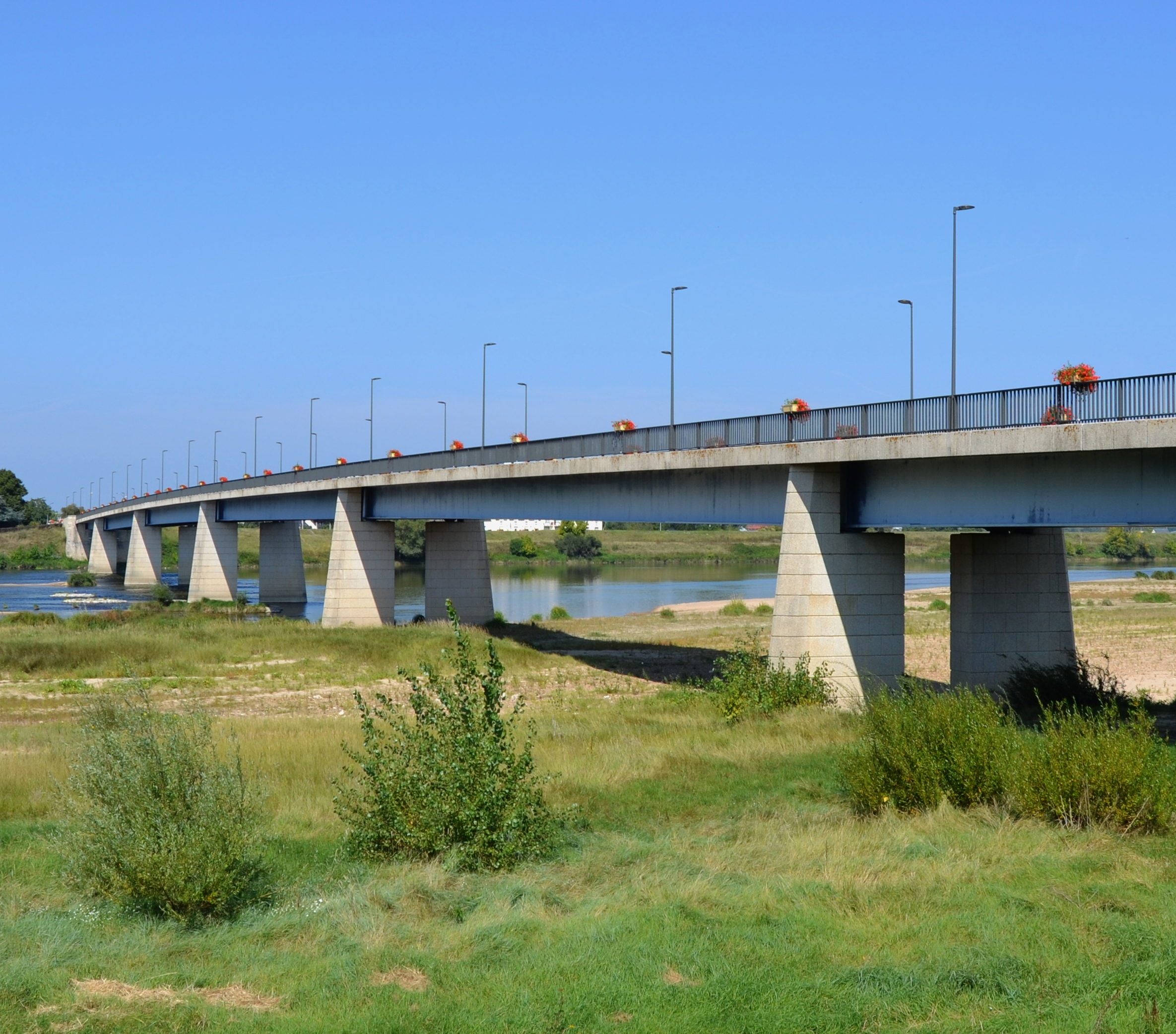
卢瓦尔河大桥

### 旅游
卢瓦尔河畔叙利的旅游事务由其所属的公共社区负责。2020年，卢瓦尔河畔叙利境内共有6家酒店共计72间房间。

### 媒体
法国主要的媒体均可在卢瓦尔河畔叙利接收，法国电视三台下属的中央-卢瓦尔河谷大区频道在部分时段播出卢瓦尔河畔叙利所属区域的地方新闻。

## 友好城市
截至2021年8月，卢瓦尔河畔叙利共与两座城市互为友好城市关系：
- 法國 贝蒂讷
- 英格兰 雅芳河畔布拉福